# Garłacz brneński

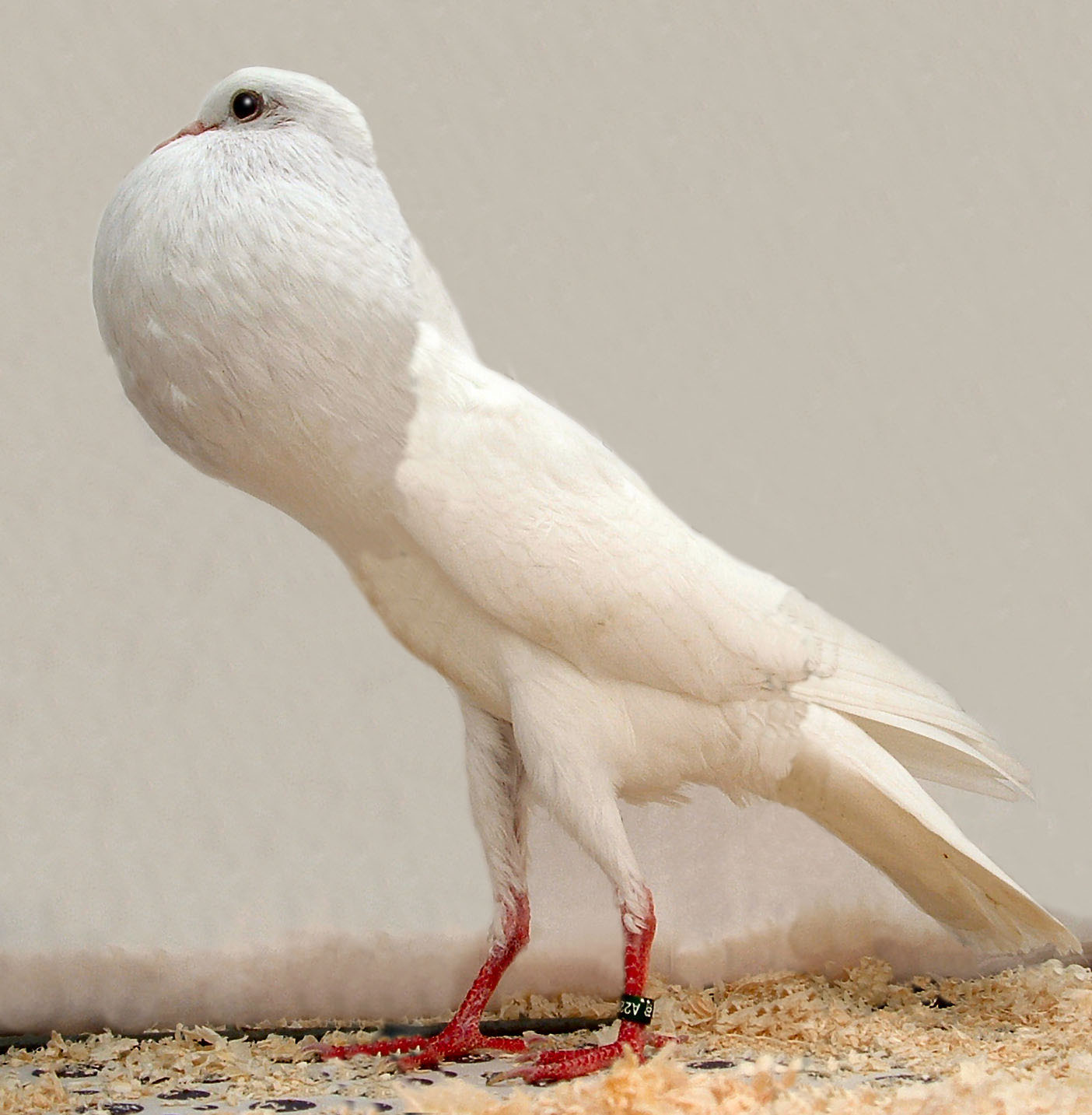
Garłacz brneński

Garłacz brneński – rasa gołębi, należąca do grupy dętych. Istnieje 37 odmian barwnych.

## Powstanie rasy
Ojczystym regionem tej rasy są Bohemia i Morawy, jednak jako miejsce pochodzenia podaje się również Wiedeń. Wyhodowany z garłacza praskiego, praskiego gołębia lotnego i garłacza holenderskiego, około 1830 r. w Brnie, a później w Austrii. Założenie stowarzyszenia hodowców w Niemczech miało miejsce w 1910 r.

## Figura
Jest najmniejszą rasą garłaczy, której wygląd zewnętrzny cechuje wyjątkowa delikatność. Ma długą i smukłą sylwetkę, długie i ustawione blisko siebie nogi i uda odstające od tułowia. Na długiej szyi umiejscowione są wole w kształcie kuli. Wąskie skrzydła są nieco odstające od korpusu, zakrzywione na końcu. Głowa jest delikatna i wąska.